# 안도 모모후쿠 발명기념관
안도 모모후쿠 발명기념관(일본어: 安藤百福発明記念館) 또는 애칭 컵 누들 뮤지엄(일본어: カップヌードルミュージアム)은 치킨라멘이나 컵누들 등 인스턴트 라멘을 개발한 것으로 알려진 닛신 식품 창업자 안도 모모후쿠의 업적을 기념하기 위해 설치되어 있는 일본의 기업 박물관의 이름이다. 일본에 2개가 있다.  2017년 9월 15일에 두 시설의 명칭을 안도 모모후쿠 발명기념관으로 통일하였다.
- 안도 모모후쿠 발명기념관 요코하마
- 안도 모모후쿠 발명기념관 오사카 이케다